# Friday (comics)
Pour les articles homonymes, voir Friday.
Friday est une intelligence artificielle de fiction présente dans l’univers Marvel de la maison d'édition Marvel Comics. Créé par le scénariste Mike Grell et le dessinateur Michael Ryan (en), le personnage de fiction apparaît pour la première fois dans le comic book Iron Man (vol. 3) #53 en juin 2002.

## Biographie du personnage
Peu disposé à engager une autre secrétaire[précision nécessaire], le chef d'entreprise et génial inventeur Tony Stark (alias le super-héros Iron Man) en crée une sous la forme d'une intelligence artificielle appelée Friday, qui se manifeste par l'hologramme d'une femme. 
Lorsque Stark cesse de l'utiliser, celle-ci se met en colère. Détournant des armures d'Iron Man, Friday enlève Pepper Potts. Iron Man la suit jusqu'à l'usine de Stark Industries à Coney Island, où il a envoyé les armures d'Iron Man et l'hologramme de Fin Fang Foom et tente de la raisonner. Pepper remarque alors que l'IA a le béguin pour Stark. Ce dernier la ramène au Baxter Building et la met sous la surveillance d'Edwin Jarvis durant un mois, pendant lequel Friday calcule les décimales de pi.  
Dans l'univers de All-New, All-Different Marvel (en), Tony Stark remplace l'apparence holographique de Friday par celle d'une jeune femme lorsqu’il recommence à l'utiliser.
Au cours de Civil War II, elle informe Stark que l'analyse sur Ulysses Cain est presque terminée.

## Apparitions dans d'autres médias

### Cinéma
Friday apparaît dans les films se déroulant dans l'univers cinématographique Marvel, interprétée par Kerry Condon.
- Dans Avengers : L'Ère d'Ultron. Elle est présentée comme l'IA de remplacement de Tony Stark / Iron Man, après la destruction de JARVIS par Ultron et sa conversion en Vision.
- Dans Captain America: Civil War[4].
- Dans Spider-Man: Homecoming, aux côtés d'Iron Man. Elle exploite l'armure d'Iron Man télécommandée après avoir sauvé Spider-Man de la rivière après sa première rencontre avec le Vautour.
- Dans Avengers: Infinity War.
- Dans Avengers: Endgame.

### Télévision
- Dans la série Vision Quest se déroulant dans l'univers cinématographique Marvel, Interprétée par Orla Brady.
- Dans la série Avengers Rassemblement (épisode L'Adaptoïde Suprême), Friday est le successeur de l'intelligence artificielle JARVIS.

### Romans
- Une version sensiblement différente de Friday joue un rôle de premier plan dans le roman pour jeunes adultes paru en 2016 : Iron Man: The Gauntlet de Eoin Colfer. Il est révélé que Friday n'était pas une IA, mais une vraie jeune femme irlandaise du nom de Saoirse Tory, qui s'était fait passer pour l'assistante holographique de Tony, afin d'espionner ses opérations. Il est ensuite révélé qu'elle travaille pour un homme mystérieux connu sous le nom de M. Chen, qui se révèle être le Mandarin, qui l'a employé afin d'obtenir l'armure d'Iron Man. Il est aussi révélé que la sœur de Saoirse se trouve captive des Dix Anneaux, ce qui l'a obligé à travailler pour le Mandarin.

### Jeux vidéo
- Lego Marvel's Avengers, doublée par Elle Newlands.
- Marvel Powers United VR, doublée par Jennifer Hale.